# Regimin
Regimin es un pueblo de Polonia, en Mazovia.  Es la cabecera del distrito (Gmina) de Regimin, perteneciente al condado (Powiat) de Ciechanów. Se encuentra aproximadamente  a 9 km al noroeste de Ciechanów y 85 km  al norte de Varsovia. 